# Maria Apostolescu
Maria Apostolescu este un fost deputat român în legislatura 2000-2004, ales în județul Iași pe listele partidului PRM.
Născută la data de 20 mai 1937, în comuna Bordușani, Județul Ialomița, a făcut școala primară în comuna natală, liceul la Sfântul Gheorghe, iar facultatea la Iași. Activitatea didactică a desfășurat-o la Universitatea Tehnică "Gheorghe Asachi" din Iași (fost Institutul Politehnic), în cadrul Facultății de Inginerie Chimică și Protecția Mediului (fosta Chimie Industrială), în diferite catedre și la diferite specializări: Chimie-Fizică, Chimie Anorganică, Chimie Analitică și Tehnologia Substanțelor Anorganice. Gradul didactic de profesor l-a primit în anul 1995, iar conducerea de doctorat în domeniul Ingineriei Chimice i-a fost atribuită din anul 2003. S-a pensionat în anul 2005, activând în continuare ca profesor consultant.